# 娄定远
娄定远（6世纪？—574年）、中国北齐时期的外戚、官员。代郡平城（今山西省大同市）人。北齐神武帝高欢之妻武明皇后娄昭君的侄子，太原武王娄昭次子。

## 家世
- 曾祖父匹娄提是鲜卑贵族，家有僮仆千人，牛马无数。北魏太武帝時，以功封真定侯。
- 祖父娄内干，身有武力，但还未出仕为官就去世了。北齐建国后，作为文宣帝高洋的外祖父，被追封为太原王。
- 父亲娄昭，高欢妻弟，追贈假黃鉞、太師、太尉，諡曰武。

## 生平
娄定远身为娄昭君的侄子，在外戚中深受武成帝高湛的偏爱。兄长娄仲達袭爵，他被另封为臨淮郡王。高湛临终时，娄定远與趙郡王高叡等同受顧命，成为三公之一的司空。又与度支尚书胡长粲、录尚书赵彦深、左仆射和士开、高文遥、领军綦连猛、高阿那肱、右仆射唐邕，同知朝政，时人号为八贵。高叡、婁定遠等人久掌朝政，与武成皇后胡氏、和士开等后宫一派矛盾激发，高叡、娄定远等人谋划将和士开外放为官，婁定遠贪财，被和士开用美女珠帘及诸宝玩賄賂收买，和士开得以入宫见后主及胡太后，高叡被召进宫中杀害，娄定远也被外放为青州刺史。其所收到的賄賂又被迫归还给和士开，还搭上自己的财物去賄賂和士开。婁定遠不久又被转为瀛州刺史。齐后主宠臣穆提婆曾向婁定遠讨取其弟娄季略的伎妾，被拒后怀恨在心。武平五年（574年），南安王高思好在朔州举兵反叛，穆提婆指使婁定遠下属的臨淮國郎中令诬告定遠暗中與高思好交通。後主马上下令開府段暢率三千騎兵围杀娄季略，令侍御史趙秀通到瀛州，以收受賄賂事弹劾娄定遠。定遠怀疑有變，于是自縊而死。
夫人封宝艳，小字徵男，封子绘次女，娄定远为瀛州刺史时，路过封宝艳叔叔勃海太守封子绣的辖地，在招待娄定远的宴会上，娄定远调戏其妻女，封子绣大怒，鸣鼓集将围攻娄定远。娄定远免冠拜谢，很久才被释放。娄定远死后，封宝艳改嫁上大将军、齐州刺史、魏兴郡开国公京兆韦艺。娄定远妾董氏，也改嫁段孝言。
山东青州有《司空公青州刺史临淮王像碑》，立于武平四年六月廿七日，内称娄定远为“使持节、都督青州诸军事、骠骑大将军、青州刺史、司空公、宁都县开国公、高城县开国公、昌国侯、临淮王”。